# Дреер, Уве
У́ве Дре́ер (нем. Uwe Dreher;  13 мая 1960, Тюбинген — 20 октября 2016, там же) — немецкий футболист, нападающий.

## Спортивная карьера
Воспитанник команды «СФ 03 Тюбинген» из своего родного города. В 18 лет начал играть в составе клуба «Штутгартер Кикерс», выступавшего во второй бундеслиге, и вскоре стал его основным нападающим. Дебютировал за команду в первом же официальном матче нового сезона — 29 июля 1978 года против «Киккерс» из Оффенбаха (2:2) и на 47-й минуте матча забил свой первый гол. Всего за пять сезонов форвард сыграл 137 матчей и забил 66 голов в чемпионате второй бундеслиги, а также 10 матчей (7 голов) в Кубке ФРГ.
В 1980 году вместе со своим товарищем по «Штутгартер Кикерс» Гвидо Бухвальдом был вызван в молодёжную сборную ФРГ и принял участие в товарищеском матче против Нидерландов.
В 1983 году перебрался в Швейцарию, где недолгое время выступал в высшем дивизионе за «Базель». Затем играл во втором дивизионе за «Лауфен», в сезоне 1984/85 стал лучшим бомбардиром клуба с 11 голами. В течение пяти лет выступал за другой клуб второго дивизиона — «Шаффхаузен», в его составе в сезоне 1987/88 стал финалистом Кубка Швейцарии. За пять сезонов сыграл 122 официальных матча за клуб, был его капитаном, в последние годы выступал на позиции либеро. В сезоне 1989/90 закончил профессиональную карьеру из-за травмы.
После окончания профессиональной карьеры в течение двух сезонов работал тренером «Лауфена», затем вернулся в Германию. С середины 1990-х годов работал в тренерском штабе клуба «ТСФ Лустнау», одновременно продолжал играть в футбол за эту команду на любительском уровне. Свой последний матч провёл в возрасте 54 лет в 2014 году.